# Nawsie
Nawsie est une localité polonaise de la gmina de Wielopole Skrzyńskie, située dans le powiat de Ropczyce-Sędziszów en voïvodie des Basses-Carpates.